# Суха Лип'янка
Суха Лип'я́нка — річка в Україні, в межах Карлівського та Машівського районів Полтавської області. Ліва притока Лип'янки (басейн Дніпра).

## Опис
Довжина річки 34 км, площа басейну 203 км². Долина трапецієподібна, вузька. Річище помірно звивисте, завширшки 3—6 м. Споруджено декілька ставків.

## Розташування
Суха Лип'янка бере початок на північний схід від села Розумівки. Тече переважно на південний захід. Впадає до Лип'янки біля північно-східної околиці села Коновалівки.

## Притоки
- Балка Свиняча, Балка Гусарка, Балка Розсохувата (ліві).